# Moneta mirabilis
Moneta mirabilis är en spindelart som först beskrevs av Friedrich Wilhelm Bösenberg och Embrik Strand 1906.  Moneta mirabilis ingår i släktet Moneta och familjen klotspindlar. Inga underarter finns listade i Catalogue of Life.